# إيلي ديلان
إيلي ديلان (بالإنجليزية: Ellie Dylan)‏ هي كبيرة الإداريين التنفيذيين أمريكية، ولدت في 8 سبتمبر 1952.